# Доялиха
Доялиха — деревня в Сокольском районе Вологодской области.
Входит в состав Чучковского сельского поселения, с точки зрения административно-территориального деления — в Чучковский сельсовет. Расположена к югу от автодороги А123.
Расстояние по автодороге до районного центра Сокола — 87 км, до центра муниципального образования Чучкова — 4 км. Ближайшие населённые пункты — Высокая, Пустошка, Завражье, Лашково.
По данным переписи в 2002 году постоянного населения не было.